# 鐘 (ゲーム・オブ・スローンズ)
『鐘』(The Bells)は、HBOで放送されたファンタジー・ドラマ・シリーズである『ゲーム・オブ・スローンズ』のシーズン8(最終章)の第5話である。ショーランナーのデイヴィッド・ベニオフ & D・B・ワイスによって脚本が書かれ、ミゲル・サポチニクが監督した。
ジョン率いる北部軍が到着し、 デナーリスは助言者たちに耳を貸さず、民衆を犠牲にする覚悟でキングズランディングを総攻撃する。ドロゴンの炎でドラゴンストーンでユーロンの艦隊を壊滅させ、攻撃軍はキングズランディング内に殺到する。降伏を告げる鐘が鳴らされるが、デナーリスは無視して街を破壊し尽くし、サーセイとジェイミーは死ぬ。

## あらすじ

### ドラゴンストーンにて
ミッサンデイとレイガルを失ったデナーリス(エミリア・クラーク)はふさぎ込む。北部軍がキングズランディングに近づき、ジョン(キット・ハリントン)がドラゴンストーンにやって来る。デナーリスは、民衆のために自分を廃しジョンを王に擁立しようとしたヴァリス(コンリース・ヒル)を処刑する。出自の秘密を洩らしたジョンとティリオン(ピーター・ディンクレイジ)を責める。自分より優位な王位継承権を持ち人々に愛されるジョンに対抗して恐怖で民衆を支配しようとし、助言者の意見を廃してキングズランディング総攻撃を決意する。

### キングズランディング周辺のデナーリス陣にて
アリア(メイジー・ウィリアムズ)とサンダー・クレゲイン(ロリー・マッキャン)はそれぞれサーセイとグレガー・クレゲインを殺すため、デナーリスの陣を通り抜ける。ティリオンはダヴォス・シーワース(リアム・カニンガム) の助けで、サーセイのもとに行こうとして捕らえられた兄ジェイミー(ニコライ・コスター＝ワルドー)を解放し、サーセイを説得して降伏させ、その徴に鐘を鳴らすよう誓わせる。

### キングズランディング沖と浜辺にて
翌朝、スコーピオンを構えるユーロン(ピルウ・アスベック)をデナーリスの乗るドロゴンが奇襲して壊滅させる。〈赤の王城〉の城門は閉ざされ、ジェイミーはティリオンに教えられた抜け道から城に入るために浜辺に来る。泳ぎ着いたユーロンがジェイミーを襲い、サーセイと寝たことを自慢して挑発する。ジェイミーは重傷を負いながらもユーロンに致命傷を与え、城に侵入する。

### キングズランディング城門前にて
キングズランディングの城門は閉ざされ、城壁上にはスコーピオンが並べられ、門前には黄金兵団が待ち構え、デナーリスのドスラク軍、〈穢れなき軍団〉、そして北部軍に対峙する。ティリオンの希望に反して降伏を告げる鐘は鳴らず、デナーリスの乗るドロゴンがスコーピオンを一掃し、城門を内側から破壊する。デナーリス軍が殺到し、黄金兵団の指揮官ハリー・ストリックランドは殺される。

### キングズランディング内にて
デナーリス軍とドロゴンは守備兵を圧倒し、黄金兵団は投降する。サーセイは〈赤の王城〉から見守り、 クァイバーン(アントン・レッサー)の降伏の勧めには応じない。何者かが降伏の鐘を鳴らすが、デナーリスは攻撃を続行し、街と人々を焼き払う。グレイ・ワーム(ジェイコブ・アンダーソン)もまたジョンの制止を振り切って突撃を命じ、敵兵と民衆は殺戮される。
ドロゴンの炎で〈赤の王城〉の建物は次々と崩壊する。サーセイ、クァイバーン、グレガー・クレゲイン(ハフソー・ユリウス・ビョルンソン)らは〈メイゴルの天守〉に避難しようとする。サンダーはともに入城したアリアを説得して脱出させる。サンダーはグレガーに挑戦し、サーセイの側に留まるよう命令したクァイバーンはグレガーに突き落とされて死ぬ。クレゲイン兄弟は戦い、相討ちとなる。サーセイは城に入ったジェイミーと出会うが抜け道は既に塞がれ、二人は崩れ落ちる建物の下になって死ぬ。アリアは灰塵と化した街から逃げる。ジョンとダヴォスは撤退を命令する。

## 製作

### 脚本
原作者との話し合いにより、未刊の原作『冬の狂風』および『A Dream of Spring』に基づいて脚本が書かれた。

## 評判

### 視聴者数
本エピソードは初回視聴者数が1248万人となり、シリーズ史上最も多くの人に視聴されたエピソードとなった。

## 参照
1. ↑  “Game of Thrones: Season Eight Ratings”. TV Series Finale (2019年5月14日). 2019年5月14日閲覧。